# Crăciunul în Rusia
Crăciunul în Rusia (în rusă: Рождество Христово Rojdestvo Hristovo, în Biserica Ortodoxă Rusă numit ca Е́же по пло́ти Рождество Господа Бога и Спа́са нашего Иисуса Христа) este sărbătorit la 7 ianuarie după stilul vechi, care nu acceptă calendarul astronomic real. Crăciunul este unul dintre principalele evenimente religioase din Rusia. În Ajunul Crăciunului (6 ianuarie), există mai multe servicii religioase lungi, inclusiv Orele Regale (en) și Vecernia, combinate cu Sfânta Liturghie. Familia se va întoarce apoi acasă pentru tradiționala "Sfânta Cină" din Ajunul Crăciunului, care constă din 12 feluri de mâncare, fiecare fel în onoarea unui din cei Doisprezece Apostoli. Familiile de credincioși vor reveni apoi la biserică pentru "всенощная" - Privegherea de toată noaptea. Apoi, din nou, în dimineața de Crăciun, pentru "заутренняя" - Sfânta Liturghie a Nașterii Domnului. Din 1992, Crăciunul a devenit o sărbătoare națională în Rusia, ca parte a sărbătorii de zece zile de la începutul fiecărui nou an.

## Istorie
În Rusia, sărbătorirea oficială a Crăciunului a început cu botezul Prințului Vladimir la sfârșitul secolului al X-lea. Cu toate acestea, Crăciunul era sărbătorit de mult timp de comunitatea creștină veche din Rusia Kieveană. 
În 1920, sărbătorile religioase, inclusiv Crăciunul, au fost eradicate de către statul rus ateu. Pomul de Crăciun și festivități legate de Crăciun și-au pierdut treptat importanța. Din 1929 în Rusia Sovietică a fost interzisă sărbătorirea Crăciunulului, prin Ordonanța Consiliului Comisarilor Poporului din 24 septembrie 1929. În 1935, într-un viraj surprinzător al politicii de stat, tradiția de Crăciun a fost adoptată ca parte a celebrării Anului Nou secular. S-a introdus decorarea unui copac sau "ёлка" (brad), decorațiuni de sărbători și reuniuni de familie, oferirea de cadouri de către "Ded Moroz" (Дед Мороз "Moș Crăciun") și nepoata sa, "Snegurocika" (en) (ru) (Снегурочка – "Zâna zăpezii").

## Mâncăruri tradiționale
Masa tradițională de Crăciun este foarte bogată, principalul fel de mâncare fiind, uneori, gâscă cu mere, rață cu mere sau purcel umplut. Se pregătesc numeroase mâncăruri cu carne și diferite dulciuri: biscuiți în formă de fulgi de nea, colaci, chifle sau plăcinte. În trecut femeile ornau torturile în formă de ceas care arăta aproape de miezul nopții, obicei care s-a răspândit și la decorațiuni, fiind foarte căutate globurile de Crăciun sub formă de ceas.

## Tradiții moderne
Spre deosebire de țările din Occident și de Statele Unite, Crăciunul în Rusia este de fapt o sărbătoare religioasă creștină și prin urmare nu are o tradiție seculară convențională bine stabilită. 
În noapte de 6 spre 7 ianuarie, canalele TV federale difuzează slujba de Crăciun. Crăciunul în Biserica Ortodoxă Rusă este considerat al doilea cel mai important eveniment după Paști.

## Plângeri la Curtea Constituțională a Federației Ruse
În 1999 un ateu, V. Agbunov, a cerut să se verifice constituționalitatea deciziei privind recunoașterea zilei de 7 ianuarie ca zi nelucrătoare. Decizia de a fi luată în considerare plângerea către Curtea Constituțională a fost refuzată, pe motiv că "nu conține prevederi care să indice încălcarea drepturilor și libertăților constituționale menționate de către solicitant. (Articolele 14, 19 (partea a 2-a), 28 și 29 (partea a 2-a) din Constituția Rusiei)".

## Legături externe
- Crăciunul la ruși, între Moș Gerilă și Santa Claus Arhivat în 10 decembrie 2016, la Wayback Machine. RFI România, 24 decembrie 2010

## Vezi și
- Religia în Rusia
- Masa de Crăciun